# Новомалинівська сільська рада
Новомалинівська сільська рада — колишній орган місцевого самоврядування у Широківському районі Дніпропетровської області з адміністративним центром у с. Новомалинівка.
Рішенням від 28 листопада 2002 року Дніпропетровська обласна рада у Широківському районі перенесла центр Червоненської сільради з села Червоне в село Новомалинівка і перейменувала Червоненську сільраду на Новомалинівську.

## Населені пункти
Сільській раді підпорядковані населені пункти:
- с. Новомалинівка
- с. Дем'янівка
- с. Зелений Став
- с. Казанківка
- с. Мирне
- с. Малинівка
- с. Олександрія
- с. Полтавка
- с. Червоне
- с. Плугатар
- с. Широка Долина
- с. Яблунівка
- с. Явдотівка

## Склад ради
Рада складається з 16 депутатів та голови.